# Америка (українська католицька газета)
Америка — українська католицька газета, яка виходила протягом 1912–2013 років у місті Нью-Брітиш (штат Коннектикут), видання Союзу українців-католиків «Провидіння».
Виходила з 1912 року щотижнево (у 1918–1950 роках — тричі на тиждень, з 1951 року — п'ять раз на тиждень).
Редактори: о. Р. Залітач, о. О. Павляк, А. Цурковський, О. Назарук, Л. Цегельський, В. Лотоцький, В. Катамай, Г. Лужницький, Є. Зиблікевич, М. Пасіка, Л. Шанковський, І. Білинський, М. Дольницький.
Наклад: 10 000 — 12 000 (1950–1970); у нинішній день [коли?] — приблизно 5000.